# Sarroux
Sarroux – miejscowość i dawna gmina we Francji, w regionie Nowa Akwitania, w departamencie Corrèze. W 2013 roku populacja gminy wynosiła 437 mieszkańców. 
W dniu 1 stycznia 2017 roku z połączenia dwóch ówczesnych gmin – Saint-Julien-près-Bort oraz Sarroux – utworzono nową gminę Sarroux-Saint-Julien. Siedzibą gminy została miejscowość Sarroux. 